# Rolf Klüwer
Rolf Klüwer (* 14. November 1925 in Krefeld; † 28. Februar 2011) war ein deutscher Psychoanalytiker.

## Werdegang
Klüwer studierte Psychologie und promovierte 1953 an der Universität zu Köln mit der Dissertation Die Charakterkunde und die Ausdruckskunde von Ludwig Klages: Darstellung und Kritik. Anschließend betrieb er Studien der Psychoanalytik in München, Zürich und Frankfurt. 1964 erhielt er eine Anstellung als wissenschaftlicher Mitarbeiter am Sigmund-Freud-Institut in Frankfurt. Später wurde er dort zum Professor berufen und 1989 emeritiert.
Klüwer war Gründungsmitglied des Instituts für Analytische Kinder- und Jugendlichenpsychotherapie in Hessen und dort seit 1970 auch als Dozent tätig. Er war zudem Mitglied des Frankfurter Psychoanalytischen Instituts sowie Psychoanalytiker und Lehranalytiker der Deutschen Psychoanalytischen Vereinigung und der Internationalen Psychoanalytischen Vereinigung.
Klüwer veröffentlichte mehrere Schriften zu psychoanalytischer Behandlungsmethodik, Fokaltherapie, Supervision und Ausbildung.